# 鳌山卫站
鳌山卫站位于中华人民共和国山东省青岛市即墨区滨海公路，是青岛地铁11号线的地铁车站。2018年4月23日开通。